# نظرية التوازن الاجتماعي
نظرية التوازن الاجتماعي هي فئة من النظريات تختص بالتوازن أو الخلل في العلاقات العاطفية المزدوجة أو الثلاثية مع نظرية الشبكات الاجتماعية. وقد تؤدي المشاعر إلى ظهور مجموعتين. فالكره يوجد بين مجموتين فرعيتين في إطار المجموعات المتحابة.

## تطور النظرية
تطورت النظرية بمرور الوقت لينتج عنها نماذج تشبه على نحو أوثق الشبكات الاجتماعية في العالم الحقيقي. حيث يستخدم مؤشر التوازن لقياس تأثير التوازن المحلي على المستوى العالمي وأيضا على المستوى الأكثر حميمية، مثل العلاقات الشخصية. قدم دورين كارتويت وفرانك هاراري التجمع لتفسير المجموعات الصغيرة الاجتماعية المتعددة. وقدم ديفيس التجمعات الهرمية لتفسير العلاقات غير المتناظرة. ثم تطورت نظرية التوازن الاجتماعي لاحقًا لما يعرف حاليًا باسم العلاقة المتعدية.